# Jair da Costa
Jair da Costa, genannt Jair, (* 9. Juli 1940 in Santo André; † 26. April 2025 in Osasco) war ein brasilianischer Fußballspieler.    

## Karriere
Jair wurde in Santo André geboren und wuchs ab dem neunten Lebensjahr in Osasco auf. Er kam zum Verein Portuguesa in São Paulo, stieg dort 1960 in die erste Mannschaft auf und wurde bald darauf in den Kader der brasilianischen Fußballnationalmannschaft berufen.  
Von einem Emissär der AC Mailand entdeckt, wurde er beim Probetraining in Mailand für zu zierlich befunden. Die Verantwortlichen von Inter Mailand und dessen Präsident Angelo Moratti dachten anders und verpflichteten Jair 1962. Bürokratische Verzögerungen der Freigabe, die in dem pittoresken Versuch gipfelten, für Jair eine italienische Urgroßmutter zu finden, führten dazu, dass er erst am 8. Spieltag eingesetzt werden konnte. Nach zwei Minuten im Inter-Trikot erzielte er bereits sein erstes Tor und gewann in der Folge mit der Mannschaft vier italienische Meistertitel: 1963, 1965, 1966 und 1971. Zwischendurch spielte Jair 1967 bis 1968 ein Jahr lang für die AS Rom.
Mit Inter gewann Jair außerdem zweimal den Europapokal der Landesmeister, 1964 und 1965. In denselben Jahren gewann er auch zweimal den Weltpokal für Vereinsmannschaften. Sein wichtigstes Tor für Inter erzielte er im Endspiel des Meisterpokals 1965 gegen Benfica Lissabon, das 1:0 endete.
1972 kehrte Jair nach Brasilien zurück und spielte dort bis 1974 zwei Jahre neben Pelé für den FC Santos, bevor er 1976 in Kanada bei den Windsor Stars seine Karriere beendete.
Jairs besondere Begabung als rechter Flügelstürmer lag in seinem schnellen, wirkungsvollen Antritt, einer ausgefeilten und wirkungsvollen Ballbehandlung nebst einem perfekten Dribbling. Denkwürdig sind seine Aktionen auf Flanke des aufgerückten Linksverteidigers Giacinto Facchetti. Jair war ein sehr moderner Spieler und die perfekte Ergänzung im Sturm des legendären Grande Inter.
Für die brasilianische Fußballnationalmannschaft spielte Jair nur ein einziges Mal, nämlich im Mai 1962 beim 3:1 in einem Testspiel gegen Wales im Estádio do Morumbi von São Paulo. Bei der für Brasilien siegreichen Fußball-Weltmeisterschaft 1962 in Chile gehörte Jair mit der Nummer 18 zum Kader, kam jedoch im Turnier nicht zum Einsatz, da dort die Rechtsaußenposition dem legendären Garrincha gehörte.